# Audion

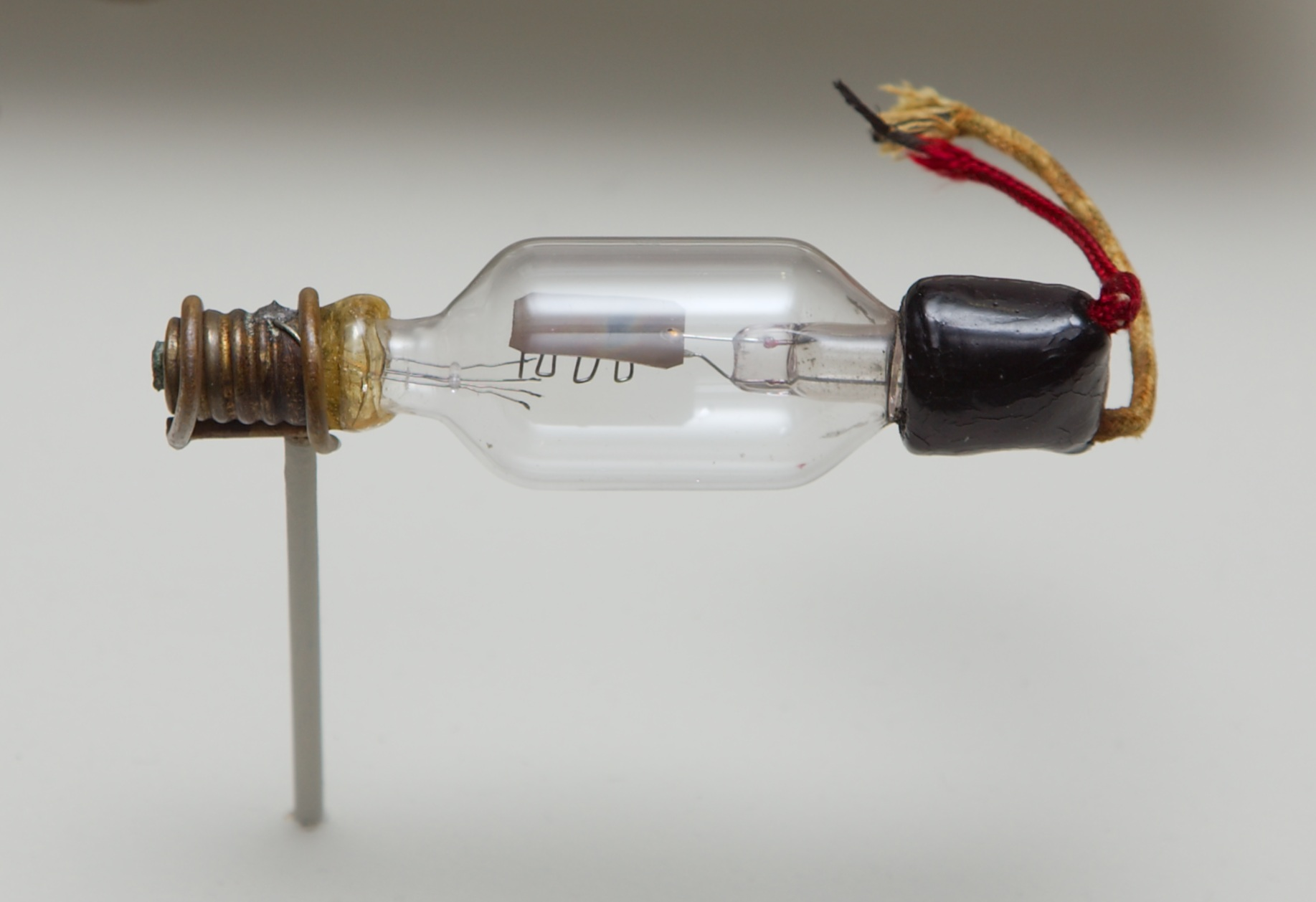
Audion Lee De Foresta z 1906 r.

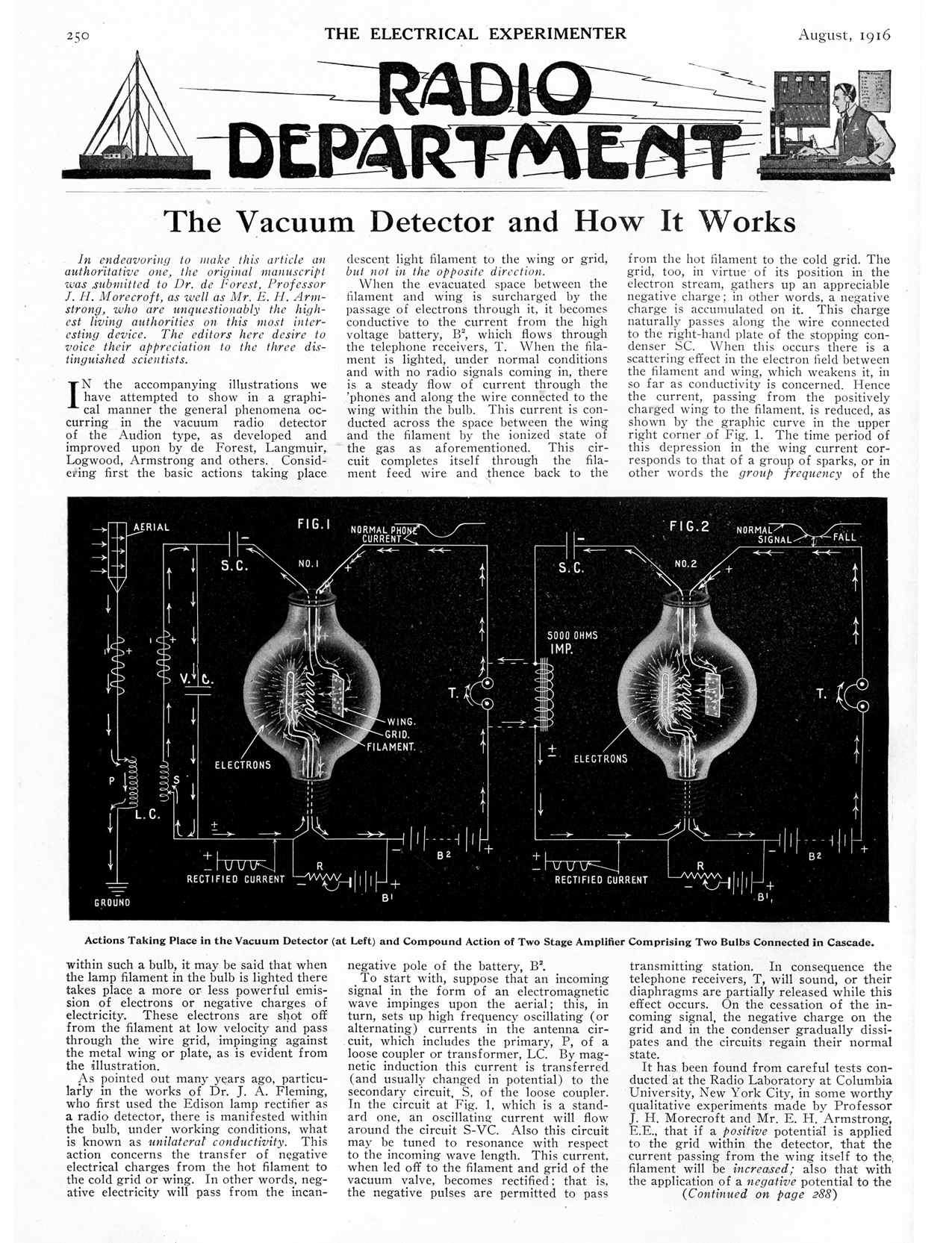
Opis działania z 1916 r.

Audion, lampa audionowa (łac. audio - słyszę) - historyczna lampa elektronowa, pierwsza elektroniczna lampa wzmacniająca (trioda), działająca jako detektor oraz wzmacniacz (uzyskanego po detekcji) sygnału m.cz.. Dzięki tej podwójnej funkcji pozwoliła uzyskać większą czułość odbiornika, co umożliwiło odbiór stacji radiofonicznych, znajdujących się w znacznej odległości.
Wykorzystanie lampy próżniowej z siatką do wzmacniania i detekcji fal radiowych zostało opracowane w 1906 r. przez Lee De Foresta. Niemal równocześnie austriacki fizyk Robert von Lieben patentuje lampę z siatką jako katodowy przekaźnik promieniowania.
Pierwotnie opracowany jako detektor odbiornika radiowego przez dodanie elektrody siatkowej do diody Fleminga (Fleming valve). Była to pierwsza trioda składająca się z próżniowej szklanej rurki zawierającej trzy elektrody: podgrzewany żarnik, siatkę i płytkę. lampa i jej zastosowanie było ważne w historii techniki, ponieważ było to pierwsze szeroko stosowane urządzenie elektroniczne, które mogło wzmacniać sygnał o małej mocy podawany na siatkę lampy i uzyskiwać znacznie większą moc w obwodzie płytki (anody). We wcześniejszych konstrukcjach cała moc sygnału pochodziła z odebranych fal.
Audiony zawierały gaz resztkowy, wynikało to po części z ograniczeń ówczesnej technologii próżniowej, jak i poglądów twórcy, który sądził, że jony w bańce są niezbędne do działania urządzenia. Gaz resztkowy ograniczył zakres dynamiki i dawał audionowi nieliniową charakterystykę oraz niestabilną pracę. Pierwsze konstrukcje były mało przydatne, zdolność wzmacniania nie była duża. Pojawienie się audionu zainspirowało wielu badaczy do prac nad lampami. Około 1912 roku, zaczęły pojawiać się pierwsze konstrukcje odbiorników radiowych ze wzmacniaczami i obwodami rezonansowymi, wśród nich detektor reakcyjny Armstronga. Mnogość praktycznych zastosowań urządzenia do wzmocnienia sygnałów elektrycznych motywowała szybki rozwój, a oryginalny audion został w ciągu kilku lat wyparty przez ulepszone wersje z wyższą próżnią.